# Холм Богги
Холм Богги (англ. Boggy Peak), с 2009 по 2016 год был известен как гора Обама (англ. Mount Obama) — высшая точка государства Антигуа и Барбуда, находится в юго-западной части острова Антигуа. С вершины открывается вид на соседние острова Монтсеррат и Гваделупа

## История
Холм Богги — самая высокая точка горной системы Шекерли, именно здесь собирались беглые рабы, скрывавшиеся в лесу. 4 августа 2009 года в день рождения президента США Барака Обамы премьер-министр Антигуа и Барбуда Болдуин Спенсер сообщил об официальном переименовании холма Богги в гору Обама. У подножия горы установлен каменный монумент с надписью «Гора Обама, названная так в честь исторических выборов 4 ноября 2008 года, на которых Барак Хуссейн Обама стал первым чернокожим президентом США. В знак признательности, восхищения и надежды». 
В  2016 году кабинет министров Антигуа и Барбуды вернул холму историческое название.